# Nils Dahlman
Nils Petter Dahlman, född 29 juni 1914 i Björneborg, död 12 juli 2000 i Mariehamn, var en finländsk politiker och ämbetsman.
Dahlman var länsman i Jomala distrikt 1948–1951, direktör för Nordiska föreningsbankens kontor i Mariehamn 1951–1967 och borgmästare i Mariehamn 1967–1980. Under decennier hörde han till av Ålands mest representativa politiska ledare; han var medlem av landstinget 1955–1960 och 1964–1979, dess förste vicetalman 1972–1977 och talman 1978–1979. Åren 1963–1972 var ordförande i Mariehamns stadsfullmäktige. Han blev vicehäradshövding 1945 och lagman 1984.
Dahlman var därtill sportsligt aktiv och en ofta anlitad ledare inom finländsk idrottsrörelse. År 1936 blev han SFI-mästare i 10-kamp och åren 1974–1979 var han vice ordförande i Finlands Riksidrottsförbunds fullmäktige.
Nils Dahlman var fader till Johan Dahlman, som 1981 utsågs till verkställande direktör för försäkringskoncernen Alandiabolagen.